# 中野清 (予備校講師)
中野 清（なかの きよし 1948年 - ）は、日本の中国文学者。元代々木ゼミナール漢文科講師。

## 人物
桜美林大学卒業。早稲田大学大学院修士課程・東京都立大学 (1949-2011)大学院博士課程修了。早稲田大学、専修大学、相模女子大学などの非常勤講師。
予備校漢文教師の経歴があり、著書『ガッツ漢文』シリーズの中では、古文文法に基づく従来の漢文教育を痛烈に批判し、現代中国語に即した語学としての漢文教育を主張している。
中国文学研究者として、当初は現代文学の柔石を研究していたが、二十一世紀に入った頃から『子不語』など古典小説に研究対象を移している。

## 著作

### 中国文学研究書
- 『中国怪異譚の研究―文言小説の世界 』（研文出版、2016年） ISBN 978-4-87636-413-8

### 大学受験参考書
- 『中野の「ガッツ漢文」』 （大和書房、1987年） ISBN 4479190082
  - 『中野のガッツ漢文（改訂新版）』 （情況出版、1996年） ISBN 4915252825
- 『中野の「ガッツ漢文」2』（大和書房、1990年） ISBN 447919018X
- 『中野の「ガッツ漢文」問題集』（大和書房、1992年） ISBN 4479190244
- 『中野式漢文なるほど上達法』（ライオン社、1991年） ISBN 4844035169

### 一般書
- 『成語故事（ものがたり）』（DHC、1996年） ISBN 4887240910

### 翻訳
- （袁枚）『孔子が話さなかったこと 中国怪奇譚』（情況出版、1998年） ISBN 4915252329

## 論文
- 「『柔石の文体』--『人鬼与他的妻的故事』から『為奴隷的母親』へ」『文体論研究』 日本文体論学会〔編〕（通号26、1979年10月）
- 「柔石の北京時代 -- 1925年のこと（内田道夫先生記念論集）」『人文学報』東京都立大学人文学部編（通号140、1980年3月）
- 「水滸伝の描写技法 -- 金聖嘆「読第五才子書法」を中心に」『文体論研究』（通号 27、1980年11月）
- 「朝華社時期の柔石 -- その活動と翻訳の文章」 『櫻美林大學中國文學論叢』（通号10、1985年）
- 「山田蠖堂について -1- その生涯」 『櫻美林大學中國文學論叢』（通号11、1986年
- 「柔石『二月』の比喩表現について」 『櫻美林大學中國文學論叢』（通号15、1990年3月）
- 「『二月』論ノート（早稲田大学文学部創立100周年記念）」『中国文学研究』 早稲田大学中国文学会（通号16、1990年12月）
- 「国際魯迅学会と江南定点観測（上）」 『情況 第二期』8（2）（1997年2月）
- 「国際魯迅学会と江南定点観測（中）」 『情況 第二期』 8（3）（1997年4月）
- 「国際魯迅学会と江南定点観測（中-2）」 『情況 第二期』 8（4）（1997年5月）
- 「国際魯迅学会と江南定点観測（下）」 『情況 第二期』 8（5）（1997年6月）
- 「『左傾』評価の変化について（附 江南定点観測補遺） （【特集】中国はどこへ行くのか）」 『情況 第二期』 8（7）（1997年9月）
- 「城門失火、殃及池魚 -- 成語の成立過程」『専修人文論集』（通号67）（2000年11月）
- 「『黒龍』から『烏龍』へ -- 六朝志怪の演変」 『専修人文論集』（通号75）（2004年10月）